# Spoorlijn Sulgen - Gossau
De spoorlijn Sulgen TG - Gossau SG, ook wel Bischofszellerbahn genoemd, is een Zwitserse spoorlijn gebouwd door Bischofszellerbahn (SG) tussen Sulgen TG in kanton Thurgau en Gossau SG in kanton Sankt Gallen.

## Geschiedenis
Het traject werd door Bischofszellerbahn (SG) op 1 februari 1876 geopend. Op 31 juli 1885 werd de Bischofszellerbahn overgenomen door Schweizerische Nordostbahn ( NOB) .
Op 1 januari 1902 werd de NOB overgenomen door de Schweizerische Bundesbahnen (SBB).

## Aansluitingen
In de volgende plaatsen was of is er een aansluiting van de volgende spoorwegmaatschappijen:

### Sulgen
- Romanshorn - Winterthur, spoorlijn Romanshorn - Winterthur

### Gossau SG
- Rorschach - Winterthur, spoorlijn tussen Rorschach en Winterthur
- Appenzeller Bahnen, spoorlijn tussen Gossau SG en Appenzell

## Elektrische tractie
Het traject werd geëlektrificeerd met een spanning van 15.000 volt 16 2/3 Hz wisselstroom.